# Прісноводна
Прісново́дна (до 1952 року — Ташлия́р, крим. Taşlı Yar) — лінійна залізнична станція Кримської дирекції Придніпровської залізниці на лінії Владиславівка — Крим.
Розташована в селі Станційне Ленінському районі АРК між станціями Останіне (11 км) та Чистопілля (12 км).
Станом на березень 2017 р. зупиняються лише приміські поїзди.